# Parinari congensis
Parinari congensis là một loài thực vật có hoa trong họ Cám. Loài này được Didr. mô tả khoa học đầu tiên năm 1854.